# Joseph Van Assche
Josephus „Joseph” Van Assche, znay też jako Jacques Van Assche (ur. 4 sierpnia 1905, zm. 11 czerwca 1972) – belgijski zapaśnik walczący w stylu wolnym. Olimpijczyk z Amsterdamu 1928, gdzie zajął piąte miejsce w wadze półciężkiej.
Brązowy medalista mistrzostw Europy w 1929 roku.

## Turniej wAmsterdamie 1928
| Konkurencja      | Walki                | Walki                   | Klas. końcowa |
| Konkurencja      | 1/4                  | 1/2                     | Miejsce       |
| ---------------- | -------------------- | ----------------------- | ------------- |
| 87 kg styl wolny | Bernard Rowe (GBR) Z | Heywood Edwards (USA) P | 5.            |